# THE 甲斐バンド
『THE 甲斐バンド FINAL CONCERT "PARTY"』（ザ・かいバンド ファイナルコンサート・パーティー）は、1986年にリリースされた甲斐バンドの5枚目のライブ・アルバム。

## 概要
甲斐バンド5枚目のライブ盤。LP盤+EP盤という変則形態で発売された。
音楽制作機材の進歩と演奏技術の向上により、ライブの中でも完成度は最も高い。
1986年の解散ライブ『FINAL CONCERT TOUR "PARTY"』の観客動員数に合わせた13万6930枚の限定で、オリジナル・ピックが付録として付いていた。
本作の映像は、ビデオ『HERE WE COME THE 4 SOUNDS』に収録されている（収録内容は異なる）。
2005年のライヴCD-BOX『熱狂/ステージ』において、同曲目での会場別テイクが収録される（オルタナティブ・ヴァージョン）。その際、4曲目に「HERO（ヒーローになる時、それは今）」が追加された。
2007年には、紙ジャケット・デジタルリマスター盤にて復刻。その際に1曲のボーナストラックが収録され、限定のピックも再現されている。

## 収録曲

### LP
| 全作詞・作曲: 甲斐よしひろ。 |                                   |              |              |                                   |      |
| #                            | タイトル                          | 作詞         | 作曲・編曲   | 編曲                              | 時間 |
| 1.                           | 「NIGHT WAVE (ナイト・ウェイヴ)」 | 甲斐よしひろ | 甲斐よしひろ | 椎名和夫                          | 5:50 |
| 2.                           | 「フェアリー (完全犯罪)」         | 甲斐よしひろ | 甲斐よしひろ | チト河内                          | 4:04 |
| 3.                           | 「BLUE LETTER」                   | 甲斐よしひろ | 甲斐よしひろ | 後藤次利                          | 4:52 |
| 4.                           | 「感触 (タッチ)」                 | 甲斐よしひろ | 甲斐よしひろ | 甲斐よしひろ / 弦管編曲: 瀬尾一三 | 5:20 |
| 5.                           | 「裏切りの街角」                  | 甲斐よしひろ | 甲斐よしひろ | 上綱克彦                          | 3:30 |
| 6.                           | 「かりそめのスウィング」          | 甲斐よしひろ | 甲斐よしひろ | 徳武弘文、長渕剛                  | 3:29 |
| 合計時間:                    | 合計時間:                         | 合計時間:    | 27:05        |                                   |      |

| 全作詞・作曲: 甲斐よしひろ（特記以外）。 |                                                         |                          |                          |                      |      |
| #                                        | タイトル                                                | 作詞                     | 作曲・編曲               | 編曲                 | 時間 |
| 1.                                       | 「冷血 (コールド・ブラッド)」                           | 甲斐よしひろ（特記以外） | 甲斐よしひろ（特記以外） | 椎名和夫、甲斐バンド | 5:32 |
| 2.                                       | 「ランデヴー」                                          | 甲斐よしひろ（特記以外） | 甲斐よしひろ（特記以外） |                      | 4:17 |
| 3.                                       | 「観覧車'82」                                           | 甲斐よしひろ（特記以外） | 甲斐よしひろ（特記以外） |                      | 5:19 |
| 4.                                       | 「レイニー・ドライヴ」(作詞: 松尾清憲 / 作曲: 松藤英男) | 甲斐よしひろ（特記以外） | 甲斐よしひろ（特記以外） | 新川博               | 5:07 |
| 5.                                       | 「ラヴ・マイナス・ゼロ」                                | 甲斐よしひろ（特記以外） | 甲斐よしひろ（特記以外） | 椎名和夫             | 6:33 |
| 合計時間:                                | 合計時間:                                               | 合計時間:                | 26:48                    |                      |      |

### EP
| 全作詞・作曲: 甲斐よしひろ。 |           |              |              |          |      |
| #                            | タイトル  | 作詞         | 作曲・編曲   | 編曲     | 時間 |
| 1.                           | 「安奈」  | 甲斐よしひろ | 甲斐よしひろ | 上綱克彦 | 7:01 |
| 合計時間:                    | 合計時間: | 合計時間:    | 7:01         |          |      |

| 全作詞・作曲: 甲斐よしひろ。 |                              |              |              |              |      |
| #                            | タイトル                     | 作詞         | 作曲・編曲   | 編曲         | 時間 |
| 1.                           | 「テレフォン・ノイローゼ」   | 甲斐よしひろ | 甲斐よしひろ | 甲斐よしひろ | 4:33 |
| 2.                           | 「ポップコーンをほおばって」 | 甲斐よしひろ | 甲斐よしひろ |              | 4:39 |
| 合計時間:                    | 合計時間:                    | 合計時間:    | 9:12         |              |      |

### 2007年CDリマスター盤・紙ジャケ盤
| 全作詞・作曲: 甲斐よしひろ（特記以外）。 |                                                         |                          |                          |                                   |      |
| #                                        | タイトル                                                | 作詞                     | 作曲・編曲               | 編曲                              | 時間 |
| 1.                                       | 「NIGHT WAVE (ナイト・ウェイブ)」                       | 甲斐よしひろ（特記以外） | 甲斐よしひろ（特記以外） | 椎名和夫                          | 5:50 |
| 2.                                       | 「フェアリー (完全犯罪)」                               | 甲斐よしひろ（特記以外） | 甲斐よしひろ（特記以外） | チト河内                          | 4:04 |
| 3.                                       | 「BLUE LETTER」                                         | 甲斐よしひろ（特記以外） | 甲斐よしひろ（特記以外） | 後藤次利                          | 4:52 |
| 4.                                       | 「感触 (タッチ)」                                       | 甲斐よしひろ（特記以外） | 甲斐よしひろ（特記以外） | 甲斐よしひろ / 弦管編曲: 瀬尾一三 | 5:20 |
| 5.                                       | 「裏切りの街角」                                        | 甲斐よしひろ（特記以外） | 甲斐よしひろ（特記以外） | 上綱克彦                          | 3:30 |
| 6.                                       | 「かりそめのスウィング」                                | 甲斐よしひろ（特記以外） | 甲斐よしひろ（特記以外） | 甲斐よしひろ                      | 3:29 |
| 7.                                       | 「安奈」                                                | 甲斐よしひろ（特記以外） | 甲斐よしひろ（特記以外） | 上綱克彦                          | 7:01 |
| 8.                                       | 「テレフォン・ノイローゼ」                              | 甲斐よしひろ（特記以外） | 甲斐よしひろ（特記以外） | 甲斐よしひろ                      | 4:33 |
| 9.                                       | 「ポップコーンをほおばって」                            | 甲斐よしひろ（特記以外） | 甲斐よしひろ（特記以外） |                                   | 4:39 |
| 10.                                      | 「冷血 (コールド・ブラッド)」                           | 甲斐よしひろ（特記以外） | 甲斐よしひろ（特記以外） | 椎名和夫、甲斐バンド              | 5:32 |
| 11.                                      | 「ランデヴー」                                          | 甲斐よしひろ（特記以外） | 甲斐よしひろ（特記以外） |                                   | 4:17 |
| 12.                                      | 「観覧車'82」                                           | 甲斐よしひろ（特記以外） | 甲斐よしひろ（特記以外） |                                   | 5:19 |
| 13.                                      | 「レイニー・ドライヴ」(作詞: 松尾清憲 / 作曲: 松藤英男) | 甲斐よしひろ（特記以外） | 甲斐よしひろ（特記以外） | 新川博                            | 5:07 |
| 14.                                      | 「ラヴ・マイナス・ゼロ」                                | 甲斐よしひろ（特記以外） | 甲斐よしひろ（特記以外） | 椎名和夫                          | 6:33 |
| 15.                                      | 「HERO (ヒーローになる時、それは今)」(Bonus Track)      | 甲斐よしひろ（特記以外） | 甲斐よしひろ（特記以外） | 甲斐よしひろ / 弦管編曲: 瀬尾一三 | 4:19 |
| 合計時間:                                | 合計時間:                                               | 合計時間:                | 74:25                    |                                   |      |

## PARTYツアーのセットリスト
1. ナイト・ウェイブ
2. フェアリー（完全犯罪）
3. BLUE LETTER
4. HERO（ヒーローになる時、それは今）
5. 感触（タッチ）
6. きんぽうげ
7. 裏切りの街角
8. 地下室のメロディー（映像・音源ともに未発表）
9. シーズン（映像・音源ともに未発表）
10. かりそめのスウィング
11. 最後の夜汽車
12. ランデヴー
  - 日替わり：氷のくちびる（映像・音源ともに未発表）、デッド・ライン（映像・音源ともに未発表）
13. ポップコーンをほおばって
14. 冷血（コールド・ブラッド）
15. 翼あるもの
16. 漂泊者（アウトロー）
17. テレフォン・ノイローゼ
18. ダイナマイトが150屯
19. 安奈
20. 観覧車'82
21. レイニー・ドライヴ
22. ラヴ・マイナス・ゼロ

## 参加ミュージシャン
- DRUMS & SMILE by 上原裕
- BASS & LOVE by 岡沢茂
- PIANO, ORGAN & B.BOX by 上綱克彦
- SYNTHESIZER, PIANO & B.BOX by 竹田元
- SAX, SYNTHESIZER & B.BOX by 徳広ユタカ
- PERCUSSION & CLAPS  by マック清水

AND
THE KAI BAND